# Zinaida Stahoerskaja
Zinaida Oeladzimirawna Stahoerskaja (Wit-Russisch: Зінаіда Уладзіміраўна Стагурская, Russisch: Зинаида Владимировна Стагурская) (Vitebsk, 9 februari 1971 – aldaar, 25 juni 2009) was een Wit-Russisch wielrenster. In 2000 werd ze wereldkampioene, in 2001 won ze aanvankelijk de Ronde van Italië voor vrouwen (vanwege dopinggebruik moest ze deze zege weer inleveren) en in 2002 won ze de Ronde van Frankrijk voor vrouwen. Hiernaast werd ze ook bekend vanwege meerdere dopingzaken.

## Biografie
Olympische Spelen
Stahoerskaja nam driemaal deel aan de Olympische Zomerspelen. Ze kwam op 21-jarige leeftijd uit voor het Gezamenlijk team op de Olympische Zomerspelen 1992 in Barcelona; ze werd 16e in de wegwedstrijd. Uitkomend voor Wit-Rusland werd ze vier jaar later 14e in de wegwedstrijd in Atlanta. Acht jaar later werd ze 19e in de wegwedstrijd in Athene.
Doorbraak en WK 2000
Stahoerskaja brak door toen ze in 1994 twee etappes en het eindklassement won in de Tsjechische Tour de Feminin - Krásná Lípa. In 1999 kwam ze uit voor de Italiaanse ploeg Acca Due O en won ze een etappe in de Giro Donne. In 2000 won ze, rijdend voor S.C. Michela Fanini Rox, vier etappes en het eindklassement in de Giro di Toscana en in Plouay won ze het wereldkampioenschap op de weg voor vrouwen.
Giro Donne 2001 en doping
In 2001 reed Stahoerskaja voor het Gas Sport Team en won ze een etappe in La Grande Boucle Féminine, won ze het eindklassement van de Giro del Trentino Alto Adige-Südtirol, werd ze tweede in de Giro di Toscana en derde in de Emakumeen Bira. Ze werd zevende in het wereldbekerklassement. In de Ronde van Italië voor vrouwen 2001 won ze drie etappes, droeg ze bijna de hele ronde de leiderstrui en won ze naast het eind-, ook het punten- en bergklassement. Zij testte echter positief op een vochtafdrijvend middel en moest deze zeges weer inleveren. Ze werd ook voor vier maanden geschorst. De zege in de 9e etappe, het punten- en het eindklassement werden toegekend aan de Zwitserse Nicole Brändli.
Grande Boucle 2002 en doping
In 2002 kwam ze uit voor USC Chirio en voegde ze La Grande Boucle Féminine (de Ronde van Frankrijk voor vrouwen) aan haar palmares toe. Ze werd ook tweede in de Ronde van Italië, tweede in de Giro di Toscana, derde in de Giro del Trentino en net als een jaar eerder derde in de Emakumeen Bira. Een jaar later, tijdens de Circuito di Massarosa 2003, testte ze opnieuw positief, deze keer op efedrine, wat een schorsing van twee maanden in 2004 tot gevolg had. In 2005 testte zij nogmaals in drie wedstrijden positief bij controles: eenmaal op stanozolol en tweemaal op testosteron, waardoor zij een schorsing van twee jaar opliep. Eind 2006 werd ze bovendien verdacht van handel in verboden middelen, nadat deze in grote hoeveelheden werden aangetroffen bij een inval in haar huis in Pistoia.
Overlijden
Tijdens de Wit-Russische kampioenschappen in 2008 won ze zilver op de weg en brons in de tijdrit. Zinaida Stahoerskaja overleed op 25 juni 2009 nabij haar geboorteplaats Vitebsk tijdens een training voor de nationale kampioenschappen. Ze werd aangereden door een (volgens bronnen in slaap gevallen) spookrijder die veel te hard reed, waardoor ze ter plekke overleed, op 38-jarige leeftijd.

## Palmares
1993
- 7e etappe Tour de l'Aude

1994
- Eindklassement Tour de Feminin - Krásná Lípa
  - 1e en 4e etappe Tour de Feminin - Krásná Lípa
- 8e etappe Ronde van de Finistère voor vrouwen
- Eindklassement GP Presov

1996
- 3e en 4e etappe GP Presov

1997
- 4e etappe Memorial Michela Fanini
- 2e in GP Presov
  - 3e en 4e etappe GP Presov

1998
- 5e etappe Giro del Trentino Alto Adige-Südtirol
- 3e in GP Presov
  - 4e etappe GP Presov

1999
- Gran Premio della Liberazione
- 2e en 4e etappe Giro del Trentino Alto Adige-Südtirol
- 3e etappe Ronde van Italië

2000
- Wereldkampioene op de weg
- Eindklassement Giro di Toscana Int. Femminile
  - 1e, 2e, 3e en 4e etappe Giro di Toscana Int. Femminile
- 3e in GP Liberazione

2001
- Eind-, punten- en bergklassement Ronde van Italië
  - 2e, 4e en 9e etappe Ronde van Italië
- 5e etappe Ronde van Snowy
- 2e in Giro di Toscana Int. Femminile
  - 6e etappe Giro di Toscana Int. Femminile
- 6e etappe van La Grande Boucle Féminine
- Eindklassement Giro del Trentino Alto Adige-Südtirol
  - 1e en 3e etappe Giro del Trentino Alto Adige-Südtirol
- 3e in Emakumeen Bira
  - 3e etappe Emakumeen Bira
- 2e in Ronde van Snowy
- 2e in GP Carnevale d'Europa
- 7e in Eindklassement Wereldbeker

2002
- Eindklassement La Grande Boucle Féminine
  - 14e etappe La Grande Boucle Féminine
- 2e in Ronde van Italië voor vrouwen
  - 2e en 8e etappe Ronde van Italië voor vrouwen
- 2e in Giro di Toscana Int. Femminile
  - 2e etappe van de Giro di Toscana Int. Femminile
- Trofeo Alfa Lum
- 3e in Emakumeen Bira
- 3e in GP Liberazione
- 3e in Giro del Trentino Alto Adige-Südtirol

2003
- 2e etappe Ronde van Italië voor vrouwen
- Trofeo Riviera Della Versilia

2004
- 2e in Giro del Trentino Alto Adige-Südtirol
  - 2e en 4e etappe Giro del Trentino Alto Adige-Südtirol

2005
- GP Città di Castenaso
- 1e, 3e en 4e etappe Tour de Limousin voor vrouwen
- Eindklassement Ronde van Saint-Marin
  - 2e etappe van de Ronde van Saint-Marin

2008
- Wit-Russisch kampioenschap wielrennen op de weg
- Wit-Russisch kampioenschap tijdrijden